# Romain Sartre
Pour les articles homonymes, voir Sartre (homonymie).
Romain Sartre, né le 12 novembre 1982 à Lyon, est un footballeur français. Il occupe le poste de défenseur.

## Carrière

### Club
Romain Sartre commence le football à 5 ans près de Lyon. Formé à l'Olympique lyonnais, il est champion de France des moins de 17 ans en 2000, puis champion de France des réserves professionnelles en 2001 et 2003. Sartre effectue quatre apparitions lors de la saison 2003-04, dont une en Ligue des Champions (Real Sociedad - Lyon, le 25 février 2004, où il est titularisé d'entrée), et obtient à la fin de la saison le premier et seul titre de sa carrière : celui de champion de France. Son premier match en Ligue 1 a lieu lors de 8e journée face à Lens (victoire 4-0), lorsqu'il remplace à la 76e minute le capitaine Patrick Müller.
La saison suivante, il est prêté au Stade lavallois, pensionnaire de deuxième division. Avec Laval, Sartre obtient une place de titulaire, et augmente considérablement son temps de jeu (32 rencontres). Il est élu meilleur joueur de l’équipe par le public mayennais, qui voit son club finir à la 14e place.
De retour dans le Rhône, Romain Sartre est recruté par Sedan en juin 2005. Lors de sa première saison avec les Sangliers, il participe activement à la montée du club dans l'élite, en disputant tous les matches de son équipe. L'année suivante, l'expérience est bien différente. Après une saison difficile, autant sur le plan collectif qu'individuel, Sedan et Sartre retournent en Ligue 2. En 2008, le nouveau capitaine du club des Ardennes manque d'une place la remontée, terminant juste derrière Grenoble. 
Le 6 juin, alors qu'il est en fin de contrat, Romain Sartre s'engage pour trois ans avec le Racing Club de Lens. Devenu titulaire très rapidement, aux côtés d'Éric Chelle, il contribue à la bonne forme de son nouveau club. Il marque même deux buts décisifs, face à AC Ajaccio où il inscrit le but de la victoire et lors du choc contre RC Strasbourg où il égalise alors que Lens est mal-en-point.

Il marque aussi un but lors de la saison 2009-2010, en 16èmes de finale de la Coupe de la Ligue, à Montpellier, sur coup franc qui permettre ensuite à Lens d'égaliser et de l'emporter durant les prolongations d'un match haletant, 4 à 3.

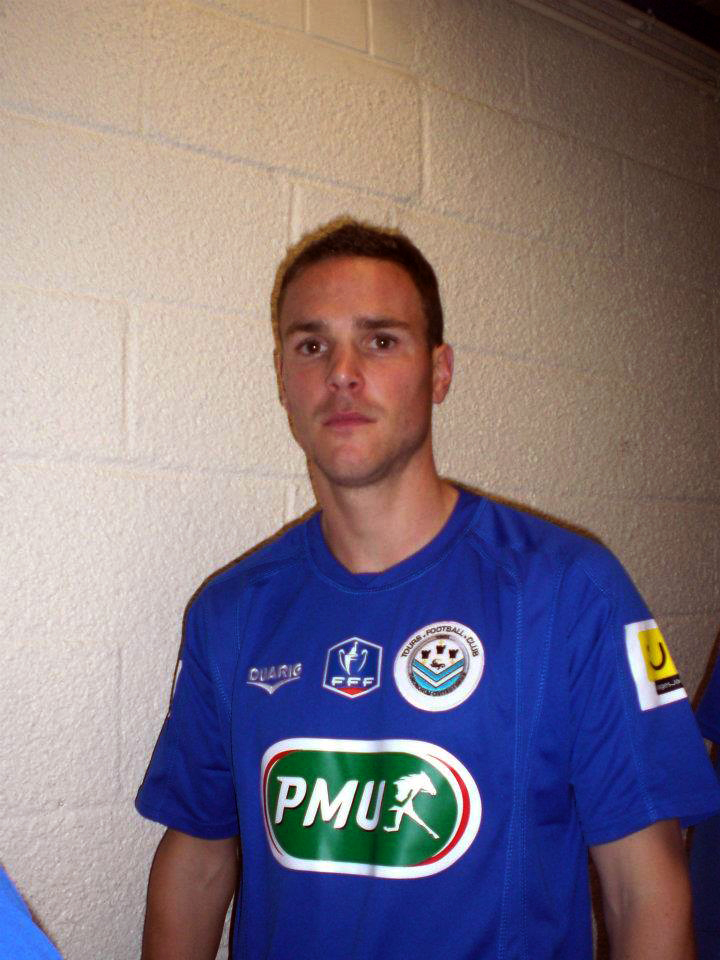
Romain Sartre en 2011 avec le Tours FC.

Le 30 août, il est laissé libre par le RC Lens, qui lui permettra de rejoindre le club du FC Tours pour deux ans, plus une année en option en cas de montée en Ligue 1.
Après deux saisons avec l'équipe tourangelle, son contrat n'est pas renouvelé par les dirigeants du club. Il quitte donc le Tours FC après deux saisons entachées de blessures. Il a très peu joué seulement 28 matchs pour quatre buts.
Le 3 juin 2013, il signe officiellement au Nîmes Olympique (Ligue 2). Le 22 mars, lors de la 29e journée de Ligue 2 contre son ancien club, le RC Lens, Romain Sartre se rend coupable sur le deuxième encaissé par les siens en étant trop passif devant Yoann Touzghar. Il se rattrape en seconde période en inscrivant le troisième but des siens, son premier sous les couleurs nîmoises, dans un match qui se soldera sur un nul 3-3.

### Palmarès
| - Olympique lyonnais - Championnat de France - Champion : 2004. |  | - CS Sedan - Championnat de France de Ligue 2 - Vice : 2006. |  | - RC Lens - Championnat de France de Ligue 2 - Champion : 2009. |

## Statistiques
| Saison      | Club               | Pays    | Championnat        | Coupes nationales | Coupes d’Europe | Sélection France |
| ----------- | ------------------ | ------- | ------------------ | ----------------- | --------------- | ---------------- |
| 2003 - 2004 | Olympique lyonnais | Ligue 1 | 3 matchs           | 1 match           | 1 match (C1)    | -                |
| 2004 - 2005 | Laval FC           | Ligue 2 | 32 matchs / 1 but  | 3 matchs          | -               | -                |
| 2005 - 2006 | CS Sedan           | Ligue 2 | 38 matchs          | 2 matchs          | -               | -                |
| 2006 - 2007 | CS Sedan           | Ligue 1 | 24 matchs / 1 but  | 1 match           | -               | -                |
| 2007 - 2008 | CS Sedan           | Ligue 2 | 32 matchs / 4 buts | 7 matchs          | -               | -                |
| 2008 - 2009 | RC Lens            | Ligue 2 | 27 matchs / 4 buts | 5 matchs          | -               | -                |
| 2009 - 2010 | RC Lens            | Ligue 1 | 18 matchs / 1 but  | 5 matchs / 2 buts | -               | -                |
| 2010 - 2011 | RC Lens            | Ligue 1 | 1 match            | -                 | -               | -                |
| 2010 - 2011 | Tours FC           | Ligue 2 | 9 matchs / 2 buts  | -                 | -               | -                |
| 2011 - 2012 | Tours FC           | Ligue 2 | 14 matchs / 1 but  | 5 matchs / 1 but  | -               | -                |